# Хаяшіма

34°36′2″ пн. ш. 133°49′42″ сх. д. / 34.60056° пн. ш. 133.82833° сх. д.
Хаясіма (яп. 早島町) — містечко в Японії, в повіті Цукубо префектури Окаяма.